# Червоний шлам

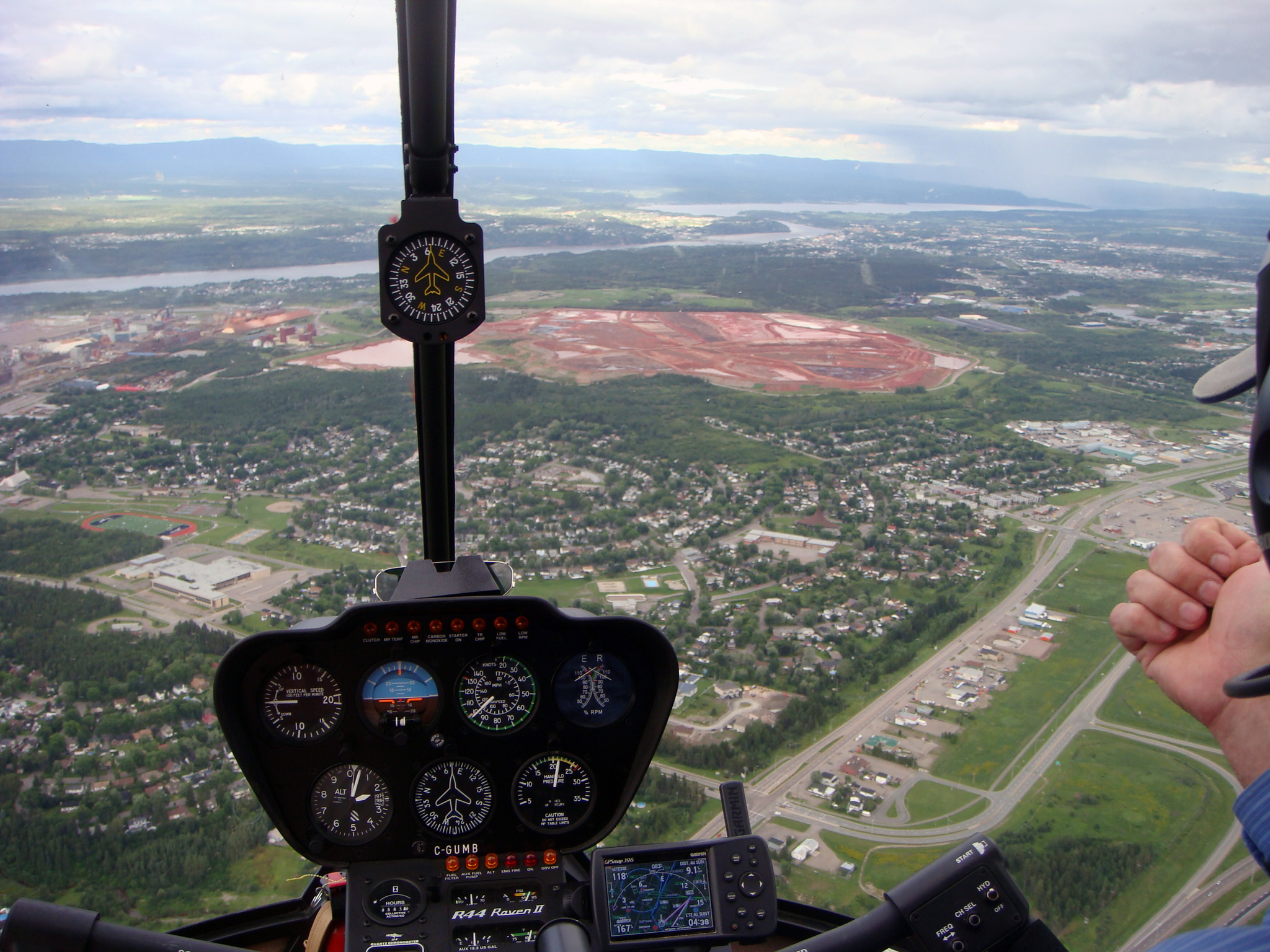
Червоний шлам в Arvida, Квебек (Канада).

Червоний шлам — тверда або пастоподібна суміш відходів (шлам) процесу Байєра — технології виделення та очищення оксиду алюмінію (сировини для видобутку алюмінію) з бокситів.

## Екологічні проблеми, пов'язані з червоними шламами
З часів розроблення Байеровського процесу, червоний шлам накопичено у величезній кількості близ алюмінієвих комбінатів, розташованих у багатьох країнах світу. На кожну тонну отриманого глинозему припадає від 300 до 2000 кг шламу.
Задовільних методів його утилізації, зважаючи на величезну кількість відходів, не знайдено.

### 2010р.
В Угорщині, наприкінці 2010 р. відбулася екологічна катастрофа — прорив дамби шламонакопичувача з червоним шламом. Внаслідок аварії загинуло більш як 10 людей; забруднено величезну територію та поверхневі води кількох річок.

### 2011р.
11.02.2011 на шламосховищі Миколаївського глиноземного заводу (МГЗ) в Україні, що належить ОК «Русал», зафіксований масовий викид пилу, який зачепив переважно с. Лимани. Розвіяння шламу вдалося локалізувати 26 лютого.

## Склад
Оксиди заліза, титану, кремнію; вода з сильно лужним середовищем (рН 11-13).

## Див. також

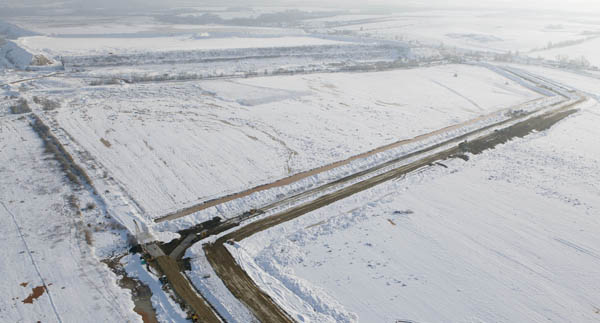
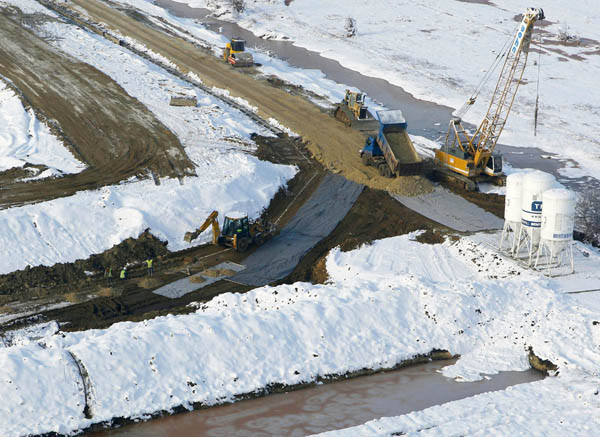
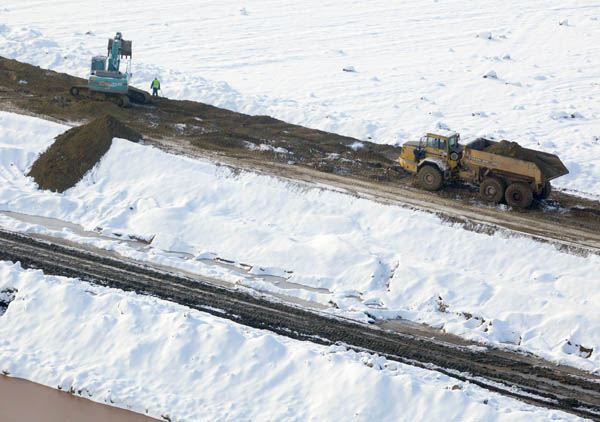
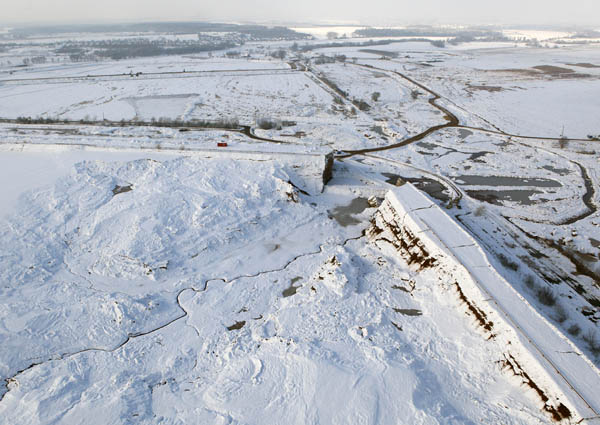